# Аушвіц — кінцевий рахунок
Аушвіц — кінцевий рахунок (англ. Auschwitz - the Final Count) — видана вперше в 1999 році антологія під редакцією ревізіоніста Голокосту Вівіана Берда (англ. Vivian Bird), в який він представляє погляди свої та інших авторів на те, що «насправді» відбулося в Освенцимі під час Другої світової війни і стверджує, що «голокост є містіфікацією», і що документально підтвержена кількість загиблих в концентраційному таборі Аушвіц становить 73.137 осіб. Антологія включає монографії Тіса Крістоферсена, д-р Вільяма Ліндсі (щодо Циклону-Б), Фреда Лейхтера та інших.

## Опис
На обкладинці першого видання (1999) слова Вілліса Карто:

| Антологія потужних ударів по одному з наріжних каменів легенди про Голокост Оригінальний текст (англ.) An antology of powerful that blows apart one of the cornerstones of the holocaust legends |
На зворотному боку обкладинки написано:

| Після прочитання "Аушвіц - кінцевий рахунок", ви ніколи не будете дивитися на історію Голокосту або Другої світової війни, а за великим рахунком і на історію 20-го століття, так само, як раніше... Оригінальний текст (англ.) Once you've read "Auschwitz: The Final Count", you will never look at the Holocaust, or the history of World War II-indeed, for that matter, the history of the 20th Century-in the same way ever again...[8] |

## Розділи
- Пролог
- Введення
Видатний Тіс Крістоферсен — введення до Тіса Крістоферсена (англ. The Remarkable Theis Christophersen)
- Тіс Крістоферсен — Брехня Аушвіцу (англ. The Auschwitz Lie - Thies Christophersen)
«Справедливість» союзників — введення до доктора Ліндсі (англ. Allied "Justice", an Introduction to Dr. Lindsay)
- Вільям Ліндсей Циклон Б, Аушвіц та суд над доктором Бруно Теш (англ. Zyclon B, Auschwitz and the Trial of Dr. Bruno Tesch[en] - William Lindsay)
Одіссея Фреда Лейхтера — введення до Фреда Лейхтера (англ. The Oddessey of Fred Leuchter)
- Фред Лейхтер Усередині «газових камер» Аушвіцу (англ. Inside the Auschwitz "Gas Chambers" - Fred Leuchter)
Введення до В.Карто (англ. An Introducton to W.A. Carto)
- В.Карто Чому «Голокост» важливий? (англ. Why is the "Holocaust" Important? - W.A. Carto)
- Вівіан Берд Післямова (англ. Afterword - Vivian Bird)

## Зміст
У передмові Вівіан Берд пише:
| Для тих, хто піклується, щоб розслідувати факти, а не міфи про події Другої світової війни, ця антологія повинна відправити принаймні, деякі з головних, легенди Голокосту на відпочинок. Оригінальний текст (англ.) For those who care to investigate the facts-not the myths-about the events of World War II, this volume should put at least some of the major legends of the Holocaust to rest. |
В монографії «Брехня Аушвіцу» Тіс Крістоферсен розповідає про свою роботу у трудовому таборі Райське, сателіті Аушвіцу, в Департаменті розведення рослин. Серед інших у його підпорядкуванні були близько 100 чоловіків з Аушвіц-Біркенау. Протягом всього 1944 року Крістоферсен неодноразово відвідував Аушвіц-Біркенау, але про масові вбивства євреїв газом вперше почув лише після війни. Тіс Крістоферсен як очевидець заперечує, що в Аушвіці коли-небудь мало місце знищення людей, що ув'язнені навіть співали пісень під час роботи. Після довгої роботи пліч-о-пліч з ув'язненими співробітниками, Крістоферсен бачив власними очима життя в Освенцімі, і в післявоєнні роки був вражений почутими історіями про «газові камери».
До книги включено есе Циклон Б, Аушвіц та суд над доктором Бруно Тешем. Автор — хімік, покійний д-р Вільям Ліндсі, подає ретельно задокументовані матеріали військового трибуналу над доктором Тешем, який був в кінцевому підсумку засуджений і повішений. Теш був співвласником компанії, яка закупала гуртом (від виробників), а потім поставляла (як посередник) адміністрації німецького концтабору пестицид «Циклон Б». Хоча в рішенні трибуналу було сказано, що «Циклон Б» використовувався як газ, який вбив мільйони євреїв, Ліндсі показує, що Циклон Б використовувався як інсектицид і дезінфекційний засіб для позбавлення від вошей не тільки ув'язнених Аушвіцу, а й членів СС, які працювали в таборі, для фумігації (обкурювання) їх одягу та приміщень, тобто, був використаний для збереження та підтримки життя людини, а не для його припинення. У своєму есе Ліндсі розглядає також, на його думку, шахрайські докази і свідчення в суді над Тешем.
У звіті Усередині «газових камер» Аушвіцу американський інженер Фред Лейхтер представляє своє дослідження приміщень Аушвіцу і робить висновок, що надто невеликі залишки газу в так званих «газових камерах» не відповідають версії масових вбивств.
В останньому есе Чому «Голокост» важливий?, написаного Віллісом А. Карто, автор відзначає, що Голокост перетворився на прибуткову галузь — його використовують як досить ефективний політичний інструмент, за допомогою якого не тільки вимагають мільярди німецьких і американських доларів платників податків до Ізраїлю, але і влада Сполучених Штатів проводить свою зовнішню політику всупереч національним інтересам на користь Тель-Авіву. Карто пояснює перспективи Голокосту.

## Видання
Книга видавалася тричі: видавець: The Barnes Review (1999, 2007), видавець: Historical Review Press (2007)